# Trần Minh Chiến
Trần Minh Chiến (sinh 20 tháng 7 năm 1974) là một cựu cầu thủ bóng đá Việt Nam và là một huấn luyện viên bóng đá đang dẫn dắt đội tuyển U16 Việt Nam. Khi còn thi đấu dưới tư cách một cầu thủ bóng đá, Trần Minh Chiến từng được coi là một trong những tiền đạo xuất sắc của bóng đá Việt Nam trong thập niên 1990. Trần Minh Chiến là người ghi bàn thắng vàng trong trận bán kết Sea Games 18 (1995) tại Chiang Mai (Thái Lan) giúp Đội tuyển Việt Nam thắng Myanmar và lọt vào trận chung kết (và giành huy chương bạc), mở ra thời kỳ đội tuyển bóng đá Việt Nam thành công ở đấu trường Đông Nam Á.
Trần Minh Chiến có sự nghiệp cầu thủ rất ngắn ngủi do nhiều chấn thương nặng, và buộc phải giã từ sự nghiệp cầu thủ ở tuổi 22 (năm 1996). Minh Chiến bắt đầu sự nghiệp huấn luyện dưới vai trò huấn luyện viên cho bóng đá nghiệp dư trước khi chính thức làm huấn luyện viên đào tạo bóng đá trẻ từ năm 2009. Anh từng đảm nhiệm vai trò huấn luyện viên trưởng cho một số câu lạc bộ như Bình Dương, Bà Rịa – Vũng Tàu,.. trước khi được bổ nhiệm vai trò huấn luyện viên trưởng đội tuyển U16 Việt Nam vào tháng 5 năm 2024.

## Sự nghiệp cầu thủ
Trần Minh Chiến bắt đầu sự nghiệp bóng đá ở trường Năng khiếu Nghiệp vụ Thể dục Thể thao thành phố Hồ Chí Minh ở tuổi 14 vào năm 1988 khi lọt vào lớp năng khiếu qua một đợt tuyển chọn gắt gao. Năm 1991, anh tốt nghiệp lớp năng khiếu và được tuyển vào đội một của Đội bóng đá Công an Thành phố Hồ Chí Minh ở tuổi 17 và chiếm suất đá chính của câu lạc bộ thi đấu ở giải hạng A1 toàn quốc (nay là V-league).
Năm 1993, cùng với Công an Thành phố Hồ Chí Minh đạt Á quân giải các đội mạnh toàn quốc. Sau đó 2 năm, Trần Minh Chiến với phong độ xuất sắc đã giúp Công an Thành phố Hồ Chí Minh vô địch giải các đội mạnh toàn quốc và giành danh hiệu vua phá lưới của giải đấu với 14 bàn thắng. Cũng ở mùa giải này, Trần Minh Chiến được trao giải cầu thủ trẻ xuất sắc nhất giải. Trong thời gian thi đấu cho Công an Thành phố Hồ Chí Minh, Trần Minh Chiến đá cặp với Lê Huỳnh Đức trên hàng tiền đạo và được coi là cặp tiền đạo hay nhất của bóng đá Việt Nam thời kỳ đó. Anh chỉ có thể thi đấu cho Công an Thành phố Hồ Chí Minh trong một thời gian ngắn trong năm 1996 do phần lớn thời gian điều trị chấn thương.
Với phong độ xuất sắc ở câu lạc bộ, anh được triệu tập vào Đội tuyển Việt Nam năm 1994 khi vừa tròn 20 tuổi, và là thành viên chính của đội tuyển thi đấu tại Sea Games 18 (1995). Ở vòng bảng, Minh Chiến bị dính chấn thương nặng trong trận đấu với Campuchia và vào sân từ ghế dự bị ở trận bán kết trước Myanmar ngày 14 tháng 12 năm 1995 khi Việt Nam vượt qua vòng bảng. Trong trận đấu đó, hai đội hòa 1-1 trong hai hiệp chính và phải bước vào thi đấu hiệp phụ. Ở phút thứ 5 của hiệp phụ thứ nhất, Minh Chiến đã ghi bàn thắng từ cú vô lê trong vòng cấm ghi bàn thắng vàng giúp Việt Nam thắng 2-1 và lọt vào trận chung kết (tại thời điểm đó, luật bàn thắng vàng được áp dụng nên bàn thắng đã ngay lập tức đem lại chiến thắng cho Việt Nam). Sau này, người ta biết rằng Trần Minh Chiến phải thi đấu khi chưa bình phục chấn thương và trận đấu với Myanmar khiến chấn thương đứt dây chằng đầu gối của anh trở nên trầm trọng.
Năm 1996, Trần Minh Chiến được gửi sang Đức điều trị chấn thương và phải mổ đầu gối tới 4 lần. Anh được triệu tập vào đội tuyển quốc gia năm 1996 để chuẩn bị cho Tiger Cup 1996 nhưng đã tái phát chấn thương dây chằng đầu gối và không thể tiếp tục thi đấu cho đội tuyển quốc gia. Chấn thương này cũng chấm dứt sự nghiệp cầu thủ của Minh Chiến và khiến anh phải nói lời chia tay sân cỏ cuối năm 1996 ở tuổi 22.

## Sự nghiệp huấn luyện
Sau khi chia tay sự nghiệp cầu thủ, Trần Minh Chiến đã chuyển sang sự nghiệp huấn luyện, với khởi đầu là huấn luyện các đội trẻ Công an Thành phố Hồ Chí Minh và một số đội bóng phong trào nghiệp dư. Năm 2009, Trung tâm đào tạo bóng đá trẻ PVF được thành lập và bổ nhiệm Trần Minh Chiến và Hứa Hiền Vinh là hai huấn luyện viên đầu tiên và anh đã gắn bó với PVF cho tới năm 2016.
Cuối năm 2016, Trần Minh Chiến đảm nhiệm vai trò Giám đốc kỹ thuật Trung tâm Đào tạo bóng đá trẻ Becamex Bình Dương, đồng thời là huấn luyện viên đội trẻ U21 Becamex Bình Dương tham dự Vòng Chung kết U21 quốc gia và giành huy chương đồng. Tháng 12 năm 2017, Trần Minh Chiến được bổ nhiệm làm huấn viên trưởng Becamex Bình Dương và ông đã giúp đội bóng cán đích ở vị trí thứ 7 ở V-league và vô địch Cúp Quốc gia 2018. Ngày 29 tháng 3 năm 2009, Trần Minh Chiến nộp đơn từ chức huấn luyện viên trưởng Becamex Bình Dương với lý do gia đình nhưng sau này ông đã tiết lộ rằng mình đã không thể kiểm soát phòng thay đồ.
Ngày 17 tháng 5 năm 2019, Trần Minh Chiến đồng ý ký hợp đồng 3 năm dẫn dắt Câu lạc bộ Bà Rịa Vũng Tàu trong một hợp đồng kéo dài 3 năm. Tháng 10 năm 2021, ông đã nhận lời dẫn dắt Câu lạc bộ Thành phố Hồ Chí Minh với hợp đồng có thời hạn một năm chuẩn bị cho Giải bóng đá Vô địch Quốc gia 2022. Ngày 20 tháng 7 năm 2022, sau ba thất bại liên tiếp ở đấu trường V-League, ông đã viết đơn từ chức huấn luyện viên trưởng, nhưng đã không được lãnh đạo đội bóng chấp thuận từ chức, và ông đã tiếp tục dẫn dắt câu lạc bộ cho tới hết mùa giải để giúp câu lạc bộ trụ hạng thành công.
Tháng 5 năm 2023, Trần Minh Chiến được bổ nhiệm làm trợ lý huấn luyện viên đội U17 Việt Nam và bắt đầu hành trình cùng ban huấn luyện các đội trẻ quốc gia. Tháng 5 năm 2024, ông được Liên đoàn bóng đá Việt Nam bổ nhiệm vị trí huấn luyện viên trưởng đội U16 Việt Nam.

## Danh hiệu

### Tập thể

#### Công an Thành phố Hồ Chí Minh
- 1993: Á quân Giải bóng đá Vô địch Các đội mạnh Toàn quốc
- 1995: Vô địch Giải bóng đá Vô địch Các đội mạnh Toàn quốc

#### Đội tuyển Quốc gia
- 1995: Huy chương bạc Đại hội Thể thao Đông Nam Á lần thứ 18

#### Becamex Bình Dương
- 2018: Cúp quốc gia - (huấn luyện viên trưởng)

### Cá nhân
- 1995: Vua phá lưới Giải bóng đá Vô địch Các đội mạnh Toàn quốc